# Фіктивне підприємництво
Фіктивне підприємництво — це, у загальному випадку, створення або придбання суб'єктів підприємницької діяльності для вчинення непідприємницьких дій.

## В Україні
Кримінальний кодекс України визначає фіктивне підприємництво як «створення або придбання суб'єктів підприємницької діяльності (юридичних осіб) з метою прикриття незаконної діяльності або здійснення видів діяльності, щодо яких є заборона» (стаття 205 КК). Таким чином, влаштування працівників як фізичних осіб-підприємців з метою податкової оптимізації не підпадає під дію цього закону.

## Виноски
1. ↑  Кримінальний кодекс України
2. ↑  Коментар до статті 205. Фіктивне підприємництво